# Октябрьский (Омский район)
Октябрьский — посёлок в Омском районе Омской области России. Входит в состав Калининского сельского поселения.
Население 379 чел. (2010) .

## География
Населённый пункт находится на юге центральной части Омской области, в лесостепной зоне, в пределах Барабинской низменности.

## Население
| 2006 | 2010 |
| ---- | ---- |
| 280  | ↗379 |

Гендерный состав
По данным Всероссийской переписи населения 2010 года в гендерной структуре населения из 302 человек мужчин — 145, женщин — 157	(48,0 и 52,0 % соответственно)
Национальный состав
Согласно результатам переписи 2002 года, в национальной структуре населения русские составляли 88 % из 357 чел.

## Инфраструктура
Развитое сельское хозяйство. Личное подсобное хозяйство. 

## Транспорт
Проходит федеральная автодорога Р-254 «Иртыш».